# Stunt Car Racer
Stunt Car Racer, distribuito come Stunt Track Racer negli Stati Uniti, è un videogioco di guida del 1989, sviluppato da Geoff Crammond per MicroStyle (etichetta creata da Microprose per il mercato britannico) e pubblicato per i computer Amiga, Amstrad CPC, Atari ST, Commodore 64, MS-DOS e ZX Spectrum.

## Modalità di gioco
Nel gioco si guidano dei dragster con visuale in prima persona su circuiti automobilistici simili a montagne russe, dotati di salti e paraboliche, dai quali è possibile cadere: dopo ogni caduta l'auto viene rimessa in pista da una gru, a meno che non sia troppo danneggiata per proseguire. Infatti, ogni volta che si cade o si urta contro un avversario, si può vedere una crepa allungarsi sempre di più nell'abitacolo: quando raggiunge la sua massima estensione, l'auto si ferma. Nelle auto è presente un turbo, che può essere utilizzato in maniera limitata dato l'alto consumo di carburante.
Sono presenti due modalità: pratica e campionato. Nella prima si possono percorrere le piste da soli, in modo da prendere confidenza con gli 8 tracciati a disposizione; la seconda permette di partecipare a un torneo a gironi, dove si gareggia contro un avversario guidato dalla CPU.
Il campionato è suddiviso in quattro categorie; in ognuna di queste ci sono tre piloti e due piste, di crescente difficoltà. Ad ogni gara vinta si guadagnano dei punti, e al termine della stagione il primo classificato viene promosso nella categoria superiore, mentre l'ultimo in quella inferiore. Scopo del gioco è quello di vincere la prima divisione.

## Versioni
Le versioni per Amiga e Atari ST sono dotate di un maggior numero di colori e di audio digitalizzato; permettono inoltre una modalità multiplayer a due giocatori tramite un cavo null modem.
Le versioni per ZX Spectrum e Amstrad CPC sono state programmate da Pete Cooke, specializzato in videogiochi 3D per quelle piattaforme. La versione per Commodore 64 è stata in seguito portata anche per la sfortunata console Commodore 64 Games System, e inserito nella cartuccia dal titolo Power Play insieme a Rick Dangerous e Microprose Soccer.